# Gold Bar
Gold Bar – miasto w Stanach Zjednoczonych, w stanie Waszyngton, w hrabstwie Snohomish.